# Marea Ducesă Elena Pavlovna a Rusiei
Marea Ducesă Elena Pavlovna a Rusiei (rusă Великая Княжна Елена Павловна) (24 decembrie 1784 – 24 septembrie 1803) a fost al patrulea copil al Marelui Duce, mai târziu Țarul Pavel I al Rusiei și a celei de-a doua soții Sophie Dorothea de Württemberg.

## Primii ani

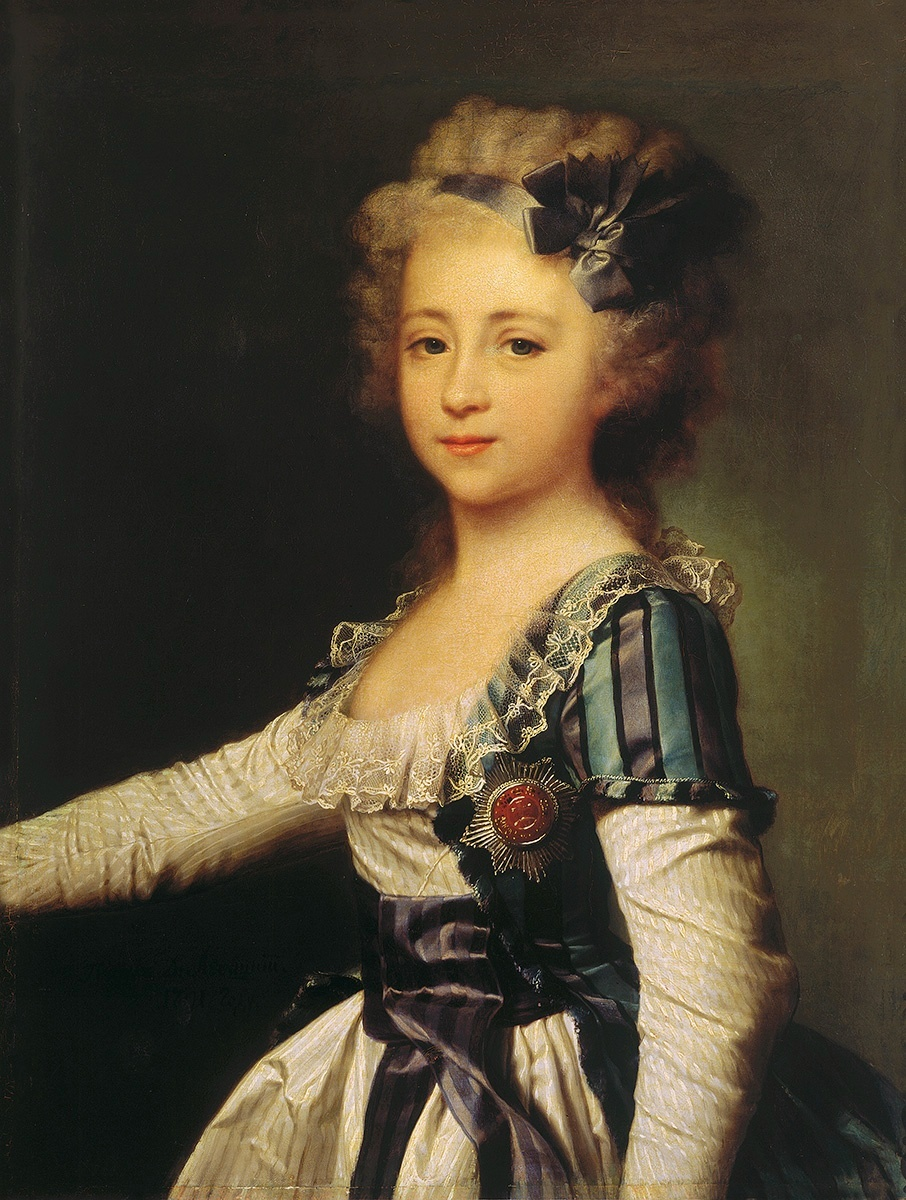
Marea Ducesă Elena Pavlovna în 1791.

Marea Ducesă Elena Pavlovna s-a născut la Saint Petersburg, capitala Imperiului rus. Vestea sosirii celei de-a doua fiice l-a făcut fericit pe tatăl ei, țareviciul Pavel Petrovici, care își pierduse prima soție, Wilhelmina Louisa de Hesse-Darmstadt, la naștere, cu opt ani mai înainte. Se spune că Marea Ducesă era foarte frumoasă astfel încât bunica ei, împărăteasa Ecaterina a II-a a numit-o după Elena din Troia.
Ca fată, Elena a primit o educație privată acasă, primii ei ani de educație fiind supravegheați de bunica paternă. Educația  a fost concentrată pe artă, literatură și muzică. În cele din urmă, scopul său real în viață a fost să facă o partidă bună, și să ofere copii soțului ei. Dintre toate surorile, Elena Pavlovna a fost cea mai apropiată de sora ei mai mare Alexandra.

## Căsătorie
La sfârșitul anului 1790, Elena în vârstă de șase ani a fost logodită cu Prințul Ereditar Friedrich Ludwig de Mecklenburg-Schwerin (1778–1819). El era fiul cel mare al lui Friedrich Franz I, Mare Duce de Mecklenburg-Schwerin și al Prințesei Louise de Saxa-Gotha-Altenburg. Căsătoria a avut loc la 23 octombrie 1799 la palatul Gatchina. O săptămână mai târziu, în același loc, sora Elenei, Alexandra, s-a căsătorit cu Arhiducele Joseph de Austria.
Marea Ducesă Elena Pavlovna s-a mutat la Schwerin cu soțul ei. A fost introdusă noii curți care era diferită de opulenta curte de la Sankt Petersburg. Ea a fost destul de mulțumită de mariajul ei și curând după nuntă a născut primul copil. În septembrie 1800 Elena a născut un fiu, Paul Friedrich (viitor Mare Duce de Mecklenburg-Schwerin din 1837 până în 1842), care a fost numit după bunicii lui, Țarul Rusiei și Marele Duce de Mecklenburg-Schwerin.
Anul 1801 a fost unul special pentru Elena care a pierdut doi membri ai familiei în doar câteva zile. La 16 martie sora ei Alexandra a murit la Buda după ce a născut o fată (care a murit și ea câteva zile mai târziu). După doar opt zile, tatăl ei, Țarul, a fost asasinat. Anul următor Elena a rămas din nou însărcinată și în martie 1803 a născut o fiică pe care a numit-o Maria după bunica maternă.
În septembrie 1803, Elena Pavlovna s-a simțit rău și a murit brusc la 24 septembrie la numai 18 ani.

### Copii
Elena și Friedrich Ludwig au avut doi copii:
- Paul Friedrich, Mare Duce de Mecklenburg-Schwerin (15 septembrie 1800 – 7 martie 1842)
- Marie Louise de Mecklenburg-Schwerin (31 martie 1803 – 26 octombrie 1862); căsătorită cu Georg, Duce de Saxa-Altenburg

## Arbore genealogic
1. ↑  Katalog der Deutschen Nationalbibliothek, accesat în 10 iunie 2020